# Thermoproteus
Thermoproteus je rod jednobuněčných organismů, které žijí ve slabě kyselých, ale velmi horkých vodních pramenech a zřídlech spojených se sopečnou aktivitou. Jsou to extrémofilové, přesněji řečeno hyperthermofilní organismy, které rostou za extrémně vysokých teplot.
Buňky jsou široké 0,5 μm a mají tvar tyčinek 1–2 μm dlouhých, nebo vláken, které mohou být až 70–80 μm dlouhá.
Thermoproteus je přísně anaerobní, akceptorem elektronů během anaerobní respirace je elementární síra. Je chemolitotrofní nebo chemoorganotrofní, energii může získat jak redukcí vodíku na sirovodík, tak rozkladem organických látek za vzniku sirovodíku a oxidu uhličitého.
Teplotní optimum pro růst je 88 °C, roste ale do teplot 96 °C, optimální pH je 6.